# Pedro Soto
Pedro Soto Moreno (22 de outubro de 1952) é um ex-futebolista mexicano que atuava como goleiro.

## Carreira
Pedro Soto fez parte do elenco da Seleção Mexicana de Futebol, na Copa do Mundo de  1978.